# Менелај
Менелај (грчки: Μενελαος) - спартански краљ, син краља Атреја из Микене и Аеропе, брат Агамемнонов, муж лепе Јелене, због које је отпочео Тројански рат.
Атреја је убио његов нећак, Егист, који је преузео трон у Микени и владао њоме заједно с оцем Тијестом. За то време су Менелај и његов брат, Агамемнон, као избеглице живели код Тиндареја, краља Спарте, чије су кћерке Јелену и Клитемнестру оженили. Јелена и Менелај имали су једну кћер, Хермиону.
Менелај је наследио Тиндареја, (чији су синови, Кастор и Полукс постали богови), а Агамемнон је, уз братовљеву помоћ, збацио Егиста и Тијеста и повратио трон свога оца. Он је проширио своју државу освајањима и постао најмоћнији владар у Грчкој.
Када је дошло време да се Јелена, Тиндарејева кћер уда, многи грчки краљеви и принчеви су дошли да је просе или су слали емисаре да то учине у њихово име. Међу такмацима били су Одисеј, Менестеј, Ајант велики, Патрокло и Идоменеј, али је Менелај био фаворит, иако се, по некима, није појавио лично већ га је представљао брат Агамемнон. Сви сем Одисеја донели су богате дарове. 
Тиндареј није желео да прими ни један поклон, али није смео ни да одбије просце из страха да због тога између њих не избије свађа. Одисеј је обећао да ће решити проблем на задовољавајући начин ако му Тиндареј помогне да добије за жену Пенелопу, Икаријеву кћерку. Тиндареј се спремно сагласио и Одисеј је предложио да се, пре него што се донесе коначна одлука, сви просци закуну најсвечанијом заклетвом да ће бранити изабраног Јелениног мужа против било ког непријатеља. Ово лукавство је успело и Јелена и Менелај су се венчали. После Тиндарејеве смрти, Менелај је постао краљ Спарте, јер су једини мушки наследници, Кастор и Полукс погинули и уздигнути на Олимп.
Неколико година касније, Парис, тројански принц, је дошао у Спарту и отео Јелену, коју му је богиња Афродита обећала за жену (видети: Парисов суд). Парис се са Јеленом вратио у Троју, иако се предања разликују у томе да ли је она отишла својом вољом, јер је била заслепљена Афродитиним моћима. Ова прича је описана у четвртој књизи Хомерове Одисеје.
Менелај је позвао остале просце да испуне своје обећање и тако је почео Тројански рат. Готово сви грчки јунаци су учествовали у рату, или нападајући Троју с Менелајем, или је бранећи од њега.
У Илијади се каже да се Менелај храбро борио, чак је био и рањен, а прославио се када је спасио Патроклово тело кога је убио Хектор. Иако је описан као мудар и праведан владар, имао је обичај да се понаша непромишљено у одсудним тренуцима. 
За време рата, Менелајев носач оружја био је Етеонеј. (Одисеја IV, 22, 31.)
Пошто су Грци победили Тројанце, Јелена се вратила у Спарту с Менелајем (мада је после Парисове смрти била удата за његовог брата, Деифоба, а Менелај је и њега убио). По неким верзијама, Менелај је неко време остао на двору краља Полиба из Тебе.
Према Одисеји, олуја је Менелајеву флоту на повратку кући однела на Крит и у Египат, одакле нису могли да отплове јер није било ветра. Менелај је морао да ухвати Протеја, морског бога да би сазнао какву жртву треба да принесе да би обезбедио миран повратак кући. Протеј је такође рекао Менелају да му је судбина одредила да ће после смрти боравити у Јелисејским пољима. Менелај се с Јеленом коначно вратио у Спарту.
После Менелајеве смрти, његов незаконити син Мегапент је послао Јелену у прогонство.